# ポルシェ・RSスパイダー
RSスパイダー（RS Spyder）は、ポルシェが製作した2座席プロトタイプレーシングカーである。開発コードナンバーは“9R6”。プライベーター（個人参加者）への販売を前提にしているため、ル・マン24時間レースのル・マン・プロトタイプ（LMP）2のマシンレギュレーションに適合しており、アメリカン・ル・マン・シリーズ（ALMS）や、ル・マン・シリーズ、そしてル・マン24時間レースのLMP2カテゴリーなどに参戦し、大きな成功をおさめた。

## 成り立ち
ポルシェは1998年にポルシェ・911 GT1で16回目のル・マン24時間レース制覇を達成した。この後プロトタイプレーシングカーによるレースはクローズドコックピットの「GT」からオープンコックピットの「LMP (ルマンプロトタイプ)」に変化したが、ポルシェはこの流れに乗らずにプロトタイプレーシングカーのレースから姿を消した。
2005年に「オープンコックピットマシンをALMSで走らせる」と発表。「GT1よりも洗練されたマシンを、911育ちのプライベーター達に提供したい」ということでLMP2レギュレーションに適合したマシンを開発した。このマシンは全てポルシェで設計・製造された。2005年のALMS最終戦にペンスキー・レーシングから参戦し、総合4位/クラス優勝を果たした。
翌2006年もALMSにペンスキー・レーシングから2台参戦し、第3戦のミッドオハイオで総合優勝を獲得し、計7回のクラス優勝でLMP2クラスタイトルも獲得した。
2007年は、ALMSにペンスキー・レーシングとダイソン・レーシングから各2台ずつ参加。格上クラスのLMP1のアウディ・R10を下し、第3 - 10戦で8連勝（全12戦）で総合優勝、3回のクラス優勝を飾り、LMP2クラスタイトルを獲得。2007年シーズンには、2006年シーズンの結果を受けてエンジン・トランスミッション・シャーシ・ラジエーターのエアインレットとアウトレット形状変更等の空力特性の一新と、ブレーキ・ギアボックス・トランスミッションの信頼性の向上を実施した第二世代に進化した。
2008年はALMSの他、ル・マン24時間レースやル・マン・シリーズへと参加は拡大されていった。ル・マン・シリーズでは、ヴァン・メルクシュタイン・モータースポーツ（以下VMM）、チーム・エセックス（以下TE）、ホラグ・レーシングなどといったプライベートチームにも供給され、VMMがLMP2クラスタイトルを獲得した。ル・マン24時間でも、VMMがLMP2クラス優勝を果たした。ALMSでは、アキュラが投入したARX-01bに苦戦する側面もあったが、ポルシェにとって20年ぶりにセブリング12時間レースで総合優勝を飾り、最終的にはペンスキー・レーシングがLMP2クラスタイトルを獲得している。
2009年のル・マン24時間レースは、TEがLMP2クラス優勝を飾った。なおこのレースには、日本のNAVI TEAM GOHによるオペレートで、ドライバーに荒聖治、国本京祐といった日本人ドライバーを起用し、日本色の強い体制で参戦したが、完走することはできなかった。
2010年は、ALMSは1つに統合されたLMPクラスで、マッスルミルク・チーム・サイトスポーツが参戦し2位だった。
2011年からの新LMP2規制により、コストがLMP2の予算制限を超える為、RSスパイダーは廃止された。

## マシン概要

### エンジン
エンジン排気量は、LMP2規定でのリミットであるNAの3,397cc 90度V型8気筒DOHC4バルブ。規定で吸入空気量を制限するリストリクターが1個エアインレット部に装着している。燃料供給は、DFIと呼ばれる、各シリンダーへのダイレクト・インジェクションシステムを採用して効率的に高出力と高燃費を獲得した。リストリクター径の規定により変化するが公称出力は約500馬力(ポルシェは503馬力としている)。

### シャーシ
モノコックとギアボックスケーシングにカーボンファイバーを使用している。カーボンファイバー製部品は全てポルシェ製。モノコックにエンジンをダイレクトマウントしている。ポルシェの方針として、プライベーターへの負担低減のため、高価で非現実的な素材の使用が意図的に抑えられている。

## 戦績

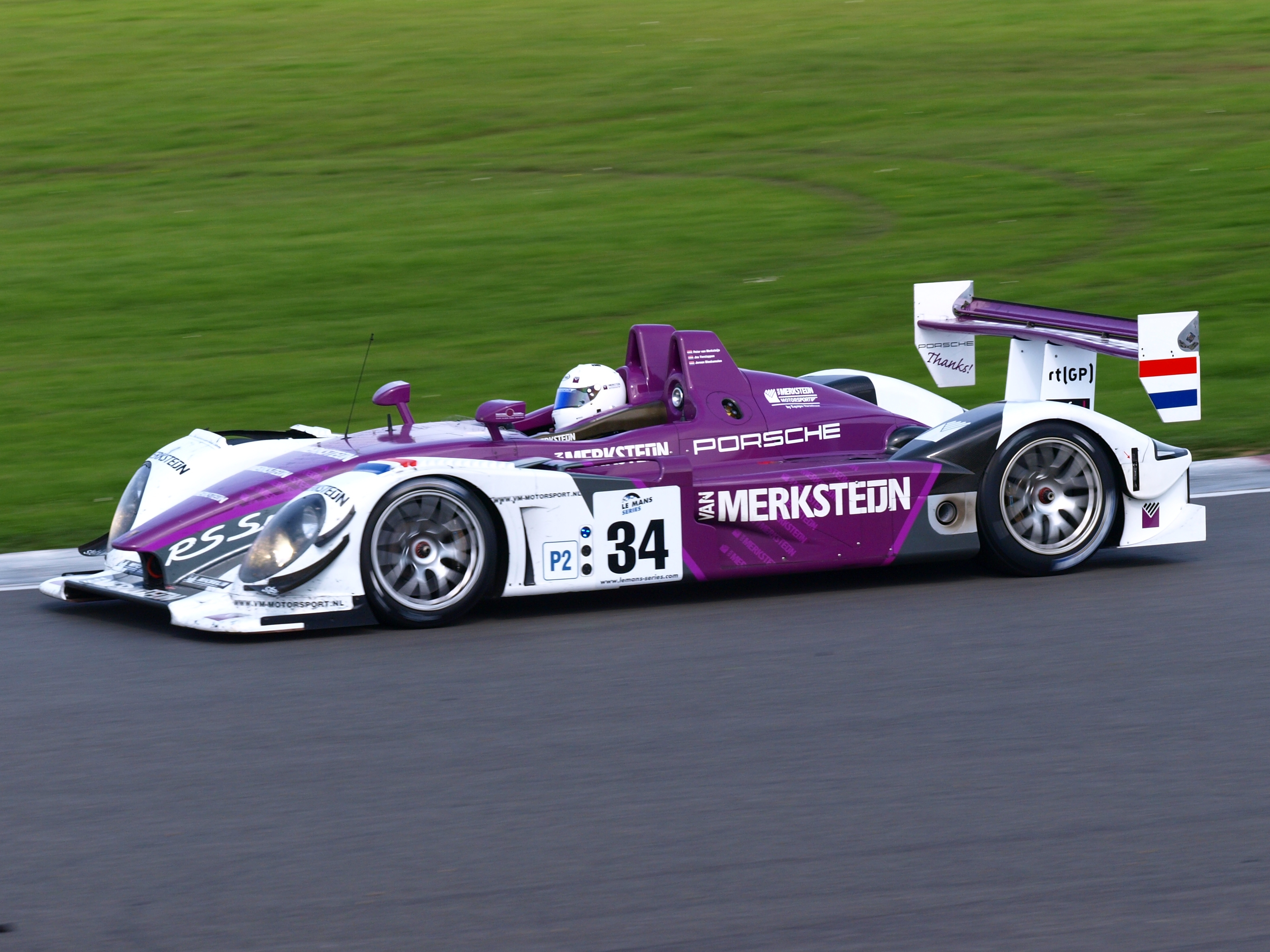
ヴァン・メルクシュタイン・モータースポーツ（2008年）

- 2005年

第10戦ラグナセカにペンスキー・レーシングから2台が来年度に向けての試験的参戦。総合4位、5位/クラス1位、2位を獲得
- 2006年

ペンスキー・レーシングから2台が全10戦に本格参戦。LMP2クラスタイトル獲得
第1戦セブリング　　　　　総合8位、26位/クラス2位、6位
第2戦ヒューストン　　　　総合14位、17位/クラス3位、5位
第3戦ミッドオハイオ　　　総合優勝、2位/クラス1位、2位
第4戦ライムロック　　　　総合2位、3位/クラス1位、2位
第5戦ソルトレイクシティ　総合2位、16位/クラス1位、3位
第6戦ポートランド　　　　総合12位、22位/クラス2位、3位
第7戦ロードアメリカ　　　総合4位、5位/クラス1位、2位
第8戦モスポート　　　　　総合5位、6位/クラス1位、2位
第9戦ロードアトランタ　　総合5位、6位/クラス1位、2位
第10戦ラグナセカ　　　　 総合4位、5位/クラス1位、2位
- 2007年

ペンスキー・レーシング（以下PR）から2台と、カスタマーとしてダイソン・レーシング（以下DR）から2台の合計4台が全12戦に参戦。ペンスキー・レーシングが格上のLMP-1のアウディ・R10下して、第3戦 - 第10戦まで8連勝で総合優勝を飾り、LMP2クラスタイトルを獲得
第1戦セブリング
PR；総合5位、23位/クラス3位、8位　DR；総合9位、10位/クラス5位、6位
第2戦セントピーターズパーグ
PR；総合3位、4位/クラス1位、2位　DR；総合11位、18位/クラス5位、6位
第3戦ロングビーチ
PR；総合優勝、2位/クラス1位、2位　DR；総合3位、5位/クラス3位、5位
第4戦ヒューストン
PR；総合優勝、4位/クラス1位、3位　DR；総合6位、7位/クラス5位、6位
第5戦ソルトレイクシティ
PR；総合優勝、3位/クラス1位、2位　DR；総合4位、5位/クラス3位、4位
第6戦ライムロック
PR；総合優勝、2位/クラス1位、2位　DR；総合4位、6位/クラス4位、5位
第7戦ミッドオハイオ
PR；総合優勝、2位/クラス1位、2位　DR；総合6位、7位/クラス4位、5位
第8戦ロードアメリカ
PR；総合優勝、4位/クラス1位、4位　DR；総合6位、7位/クラス4位、5位
第9戦モスポート
PR；総合優勝、3位/クラス1位、2位　DR；総合7位、9位/クラス5位、7位
第10戦デトロイト
PR；総合優勝、9位/クラス1位、7位　DR；総合4位、7位/クラス2位、5位
第11戦プチ・ル・マン
PR；総合2位、7位/クラス2位、5位　DR；総合3位、6位/クラス2位、4位
第12戦ラグナセカ
PR；総合2位、4位/クラス1位、7位　DR；総合7位、8位/クラス5位、6位
- ヴァン・メルクシュタイン・モータースポーツ（2008年）2008年

ALMS
PR；LMP2クラスタイトル獲得、DR;クラス3位
ル・マン・シリーズ
VMM；クラス1位、TE；クラス2位、ホラグ・レーシング；クラス3位
ル・マン24時間レース
VMM；総合10位/クラス1位、TE；総合12位/クラス2位
- 2009年

ル・マン24時間レース
TE；総合10位/クラス1位
- 2010年

ALMS
マッスルミルク・チーム・サイトスポーツ；クラス2位